# Romuald Boco
Romuald Boco est un footballeur béninois né le 8 juillet 1985 à Bernay ( France). Il joue au poste de milieu de terrain au Accrington Stanley.
Il a participé à trois Coupe d'Afrique des nations de football avec l'équipe du Bénin : en 2004, 2008, 2010.

## Biographie
En 1998, il intègre le centre de préformation de Liévin, pour deux saisons. Il évolue ensuite à Valenciennes et signe à Niort en 2003.
Le 17 juillet 2013 il rejoint Plymouth Argyle.
Le 31 janvier 2016, il rejoint Accrington Stanley.

## Sélections
- 46 sélections et 1 but avec le Bénin depuis 2004.